# جيف هاردينغ (لاعب هوكي جليد)
جيف هاردينغ هو لاعب هوكي جليد كندي، ولد في 6 أبريل 1969 في تورونتو في كندا.

## وصلات خارجية
- جيف هاردينغ على موقع دوري الهوكي الوطني (الإنجليزية)
- جيف هاردينغ على موقع قاعة مشاهير الهوكي (لاعب أن.إتش.أل) (الإنجليزية)
- جيف هاردينغ على موقع EliteProspects.com (الإنجليزية)
- جيف هاردينغ على موقع HockeyDB.com (الإنجليزية)
- جيف هاردينغ على موقع Hockey-Reference.com (الإنجليزية)